# Berylmys manipulus
Berylmys manipulus е вид гризач от семейство Мишкови (Muridae).

## Разпространение
Видът е разпространен в Индия, Китай и Мианмар.